# 히로스에 리쿠
히로스에 리쿠(일본어: 廣末 陸, 1998년 7월 6일~)는 일본의 축구 선수이다.

## 구단 경력
그는 2017년 J1리그의 FC 도쿄에 입단했다. 2017년부터 2018년까지 J3리그의 FC 도쿄 U-23에서 뛰었다. 2019년 J2리그의 레노파 야마구치 FC로 이적했다. 2020년 FC 마치다 젤비아로 이적했다. 2021년 일본 풋볼 리그의 라인미어 아오모리로 이적했다.